# عبد السلام الصفريوي (مذيع)
عبد السلام الصفريوي (10 أكتوبر 1943 - 22 يوليو 2020)، هو صحفي مذيع مغربي، أحد رواد تقديم نشرة الأخبار بالإذاعة والتلفزة المغربية. هو ابن الكاتب أحمد الصفريوي.
ولد يوم 10 أكتوبر 1943 بمدينة فاس، وتابع دراساته في المعهد العالي للدراسات السينمائية (باريس)، قبل أن يلتحق بالمركز السينمائي المغربي بالرباط. واشتهر الراحل بكونه مذيع الأخبار الأسبوعية التي كانت تقدم بالقاعات السينمائية. وموازاة مع ذلك، كان الصفريوي مقدم نشرة الأخبار باللغة الفرنسية، بالتناوب مع ثلاثة صحفيين بالإذاعة والتلفزة المغربية، على الساعة السابعة مساء، بالقناة التلفزية المغربية التي كانت القناة الوحيدة بالمغرب حينها.

## وفاته
توفي يوم الأربعاء 22 يوليو 2020 في باريس إثر مرض عضال، حسب ما علم لدى عائلته.